# Comtat d'Ebersberg
El comtat d'Ebersberg fou una jurisdicció feudal al Sacre Imperi Romanogermànic a Baviera.
El comtat va sogir en temps d'Arnulf de Caríntia († 899) que va cedir el territori al seu fidel vassal Sigard (Sighard) de la família dels Sieghardinger que es va titular comte de Sempt i que va morir el 906. Posteriorment van agafar el nom de comtes d'Ebersberg (Ebersberg vol dir Muntanya dels Senglars) o Sempt-Ebersberg. La dinastia es va extingir amb el comte Adalbert II el 1045. Els comtes de Sempt-Ebersberg foren també els primers marcgravis de Carniola càrrec que exercien el i fins a l'extinció de la nissaga. L'any 1036 aconseguien estendre la seva àrea de dominació a l'anomenada Marca del Sann.

## Llista de comtes
- Sighard (vers 887–906), comte d'Alemannien, va rebre Sempt i es va casar amb Gottina
- Ratold (vers 890–919), comte de Sempt, marcgravi de Caríntia, casat amb Engilmut
  - Eberard I († 959), comte a l'Amper, fundador del monestir d'Ebersberg, 934
  - Adalbert I (928/34–965/69), marcgravi a Carniola, cofundador del monestir d'Ebersberg, casat amb Liutgarda de Dillingen, neboda del bisbe Ulric d'Augsburg
    - Hadamut, casada amb Marquart III de Viehbach (de la casa d'Eppenstein)
    - Ulric (vers 970–1029), comte d'Ebersberg, marcgravi de Carniola (1004–1011), casat amb Ricarda de Viehbach germana de Marquart III.
      - Adalbert II (1029–1045), comte d'Ebersberg, casat amb Riclinta (de la casa dels welfs)
      - Eberard II (1037–1041/1042), marcgravi de Carniola (1040–1042) i comte d'Ebersberg, fundador del monestir de Geisenfeld el 1037, casat amb Adelaida de Saxònia
      - Tuta (Judit), casada amb Sighart, comte del Chiemgau († 1046)
      - Willibirga (vers 1020–1056), casada amb el comte Werigand d'Ístria-Friül
        - Gerbirga, abadessa a Geisenfeld
        - Liutgarda, monja a Geisenfeld
        - Hadamut, casada amb Poppó I de Weimar, marcgravi d'Ístria
          - Els descendents foren comtes de Weimar

    - Willibirga (?), casada amb Babó (Poppó) (vers 957, † 975), comte de Paar, marcgravi de Carniola el 973

  - Willibirga († 989/85), casada amb Eticó II (Welf)